# Gregorio Taumaturgo
Gregorio il Taumaturgo (Neocesarea del Ponto, 213 circa – Neocesarea del Ponto, 270 circa) è stato un vescovo greco antico; è venerato come santo da tutte le chiese che ammettono il culto dei santi.

## Biografia
La figura di Gregorio il Taumaturgo ci è nota attraverso un breve racconto biografico composto oltre un secolo dopo la sua morte, da Gregorio di Nissa, uno dei maggiori teologi cristiani, celebre soprattutto per il contributo che diede al dibattito sulla Trinità.
Nato a Neocesarea del Ponto, Gregorio frequentò, insieme al fratello Atenodoro, la scuola catechetica fondata a Cesarea marittima da Origene di Alessandria e si convertì al cristianesimo.
Tornato nella città natìa, vi fu consacrato vescovo e riuscì a convertire quasi tutta la regione. Si racconta che quando fu consacrato vescovo della sua città, non trovò che 17 cristiani; alla sua morte nella città di Neocesarea rimasero solo 17 pagani.
Scrisse numerosi libri. Al sinodo di Antiochia (264-265) intervenne contro Paolo di Samosata.

## Opere

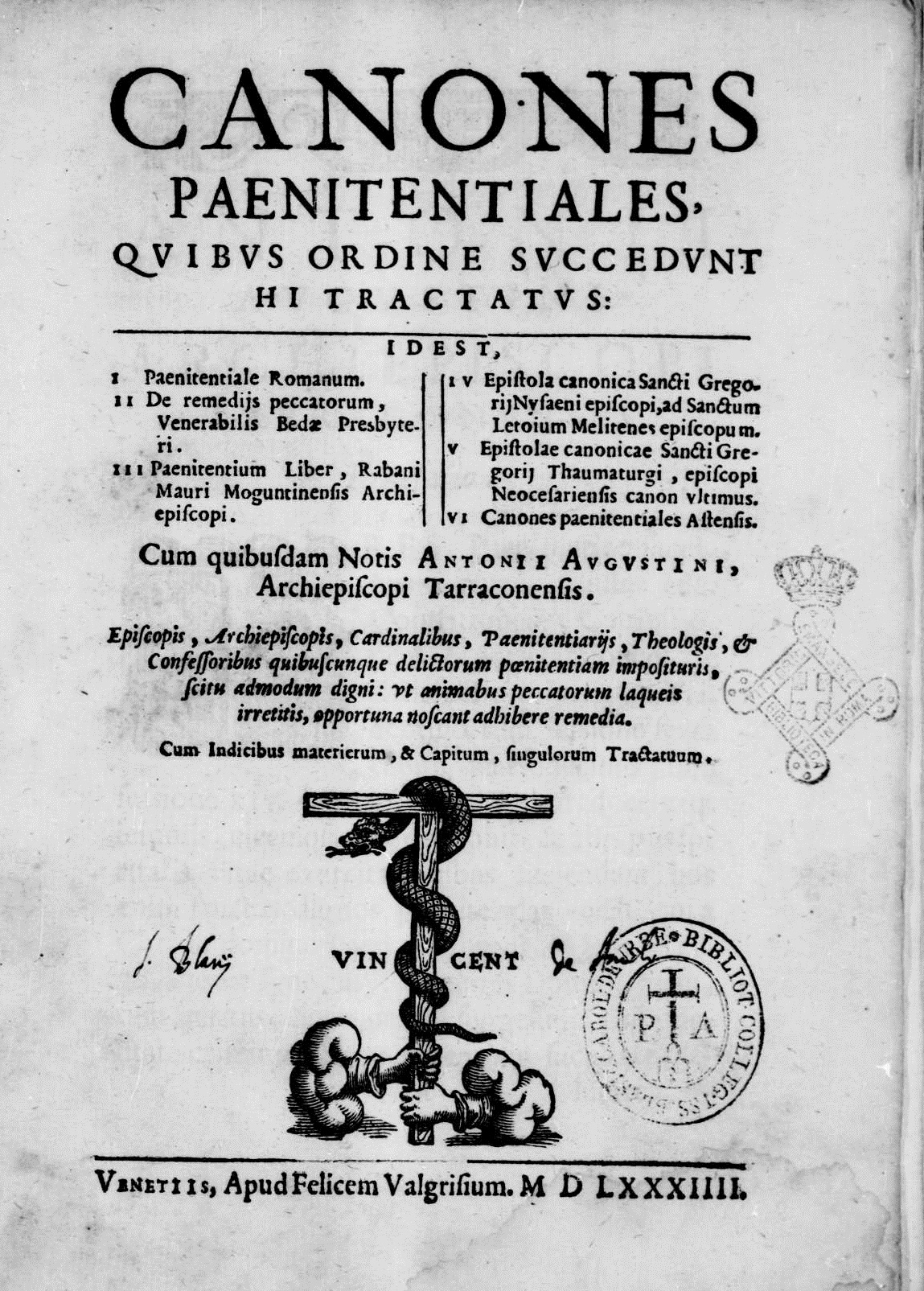
Canones paenitentiales, edizione del 1584

- Oratio Panegyrica (in onore di Origene)
- Ἔκθεσις τῆς πίστεως ("esposizione della fede")
- Metaphrasis eis ton Ekklesiasten tou Solomontos (parafrasi dell'Ecclesiaste)
- Epistola ad Philagrium
- Kephalaia peri pisteos dodeka (dodici capitoli della fede)
- Canones paenitentiales.
  - (LA) Canones paenitentiales, Venezia, Felice Valgrisi, 1584.

## Culto
La chiesa cattolica lo ricorda il 17 novembre.

Dal Martirologio Romano: A Neocesarea nel Ponto, nell'odierna Turchia, san Gregorio, vescovo, che, abbracciata fin dall'adolescenza la fede cristiana, fu grande cultore delle scienze sia umane sia divine; ordinato vescovo si mostrò insigne per dottrina, virtù e zelo apostolico e per i numerosi miracoli da lui operati ricevette il nome di Taumaturgo.

### Miracoli
La Chiesa lo venera con il titolo di Taumaturgo, cioè operatore di prodigi, per i molti miracoli compiuti durante la sua vita. Un giorno piantando il suo bastone riuscì a fermare la piena di un fiume che stava rovinando sulla sua città, motivo per il quale viene particolarmente venerato contro le intemperie naturali. Un altro suo miracolo narra di un monte miracolosamente spostatosi al suo comando per poter edificare una chiesa. È avvenuto un miracolo anche a Stalettì, nella provincia di Catanzaro. Si racconta che nel 1855 una grave siccità affliggeva la popolazione locale. Il paese allora ricorse al suo patrono, e non appena ebbe inizio la processione, la pioggia scese, ponendo fine alla siccità.
San Gregorio è ricordato anche come uno dei primi santi ad aver avuto un'apparizione mariana. La Vergine infatti gli sarebbe apparsa insieme a San Giovanni Evangelista, per renderlo partecipe di alcune verità di fede in quei tempi tanto insidiate.

### Patronati
- Bozzole (Italia)
- Laureana di Borrello (Italia)
- Stalettì (Italia)
- Robassomero  (Italia)
- Bosnia ed Erzegovina
- Telde (Spagna)
- Azagra (Spagna)

### Festeggiamenti a Stalettì
Le reliquie del santo giunsero a Stalettì, centro della provincia di Catanzaro, dove sono tuttora venerate, durante l'impervesare dell'eresia iconoclasta, nell'VIII secolo.
La tradizione locale narra che il corpo del santo, gettato in mare in una cassa di piombo, arrivò sulla spiaggia miracolosamente sospinto dalle mani degli angeli.
A Stalettì il santo è venerato due volte l'anno.
Il 17 novembre, memoria liturgica, san Gregorio è onorato con la processione e l'offerta del cero e delle chiavi della città. La festa è preceduta da 17 giorni di preghiera, chiamati diciassettina di San Gregorio e successivamente viene organizzata anche un'antica e storica fiera. Il 13 maggio,viene invece ricordato il miracolo della pioggia (vedi i miracoli), con una processione, e alla sera il bacio delle reliquie nel convento a lui dedicato.
Ogni 25 anni la Statua e la reliquia del santo vengono portate in processione nelle frazioni marine di Copanello e Caminia, dove si trova la Grotta di San Gregorio, luogo in cui le reliquie approdarono, giunte dall'oriente. L'ultima volta la festa è stata celebrata il 29, 30 e 31 luglio 2011.

### Festeggiamenti a Borgia
Esiste una particolare devozione per il culto di San Gregorio in ricordo del miracolo che egli operò: secondo un'antica tradizione, infatti, pare che il Santo prosciugò "l'uacchiu e mara", salvando la popolazione di Borgia dalla minaccia del colera.
Secondo tale antica leggenda, i borgesi portarono a piedi da Staletti a Borgia il busto ligneo del Santo presso il ristagno d'acqua che si era creato per via delle intense piogge, che provocarono anche frane e smottamenti. 
La statua del Santo fu lasciata al margine del ristagno, per tutta la notte, la mattina seguente il ristagno si era prosciugato e con esso anche la fonte di malaria e pestilenza.
Inoltre, al Santo si attribuisce anche un'ulteriore miracolo, che sarebbe successo dieci anni dopo il precedente avvenimento, si racconta che vi era un'epidemia di peste bubbonica nella zona e che i cittadini di Borgia rivolgendosi al Santo Taumaturgo furono graziati e risparmiati da tale pestilenza.
In ricordo dei miracoli avvenuti a Borgia, nel corso della giornata del primo Maggio si celebra la festa di San Gregorio Taumaturgo, in località "Dirupi”, il Santo viene portato in processione sul luogo dove avvenne il miracolo e lì si svolge una festa popolare con balli e giochi tra i quali, ricordiamo, l'albero della cuccagna ed il gioco delle "pignate".
Nella chiesa del SS.mo Rosario a Borgia, viene custodita sia il busto ligneo del Santo sia la reliquia che consiste in una falange del dito indice del Santo. Inoltre, per tale ricorrenza si preparano alcuni dolci votivi chiamati i “Santariddhi” che vengono portati in chiesa per essere benedetti il giorno della festa. Alla fine della festa vengono estratti i biglietti vincenti della riffa popolare il cui primo premio è il tradizionale agnello gregoriano.